# Christian Potenza
Christian Potenza est un acteur canadien, né le 23 décembre 1972 à Ottawa. Il apparaît à la télévision à partir de 1997, dans la série télévisée Riverdale où il interprète Jimmy.

## Filmographie

### Cinéma

#### Courts métrages
- 2003 : The Arbuckle Academy : Bobby
- 2003 : Negative : Sam
- 2005 : A Wing and a Prayer : Barry
- 2006 : Writing All Wrong (vidéo)
- 2010 : Surveillance : le barman artiste
- 2011 : Drained (vidéo) : Jeremy
- 2014 : Milton's Frontier : Milton

#### Longs métrages
- 1999 : Les Amants éternels (Forever Mine) de Paul Schrader : un agent du service correctionnel
- 2002 : Le Smoking (The Tuxedo de Kevin Donovan : Joel, un agent du CSA
- 2004 : Ham and Cheese de Warren P. Sonoda : Patt Watts
- 2004 : Le Sang du frère (My Brother's Keeper) de Jordan Barker : Dave
- 2005 : Un plan béton (King's Ransom) de Jeff W. Byrd : l’officier Holland
- 2005 : The White Dog Sacrifice de Michael Flaman : Rob
- 2005 : Neil : un vagabond
- 2006 : Run Robot Run! de Daniel O'Connor : Garth
- 2006 : Population 436 de Michelle MacLaren (vidéo) : Frank Ramsey
- 2008 : The Rocker de Peter Cattaneo : l’ingénieur
- 2009 : Puck Hogs de Warren P. Sonoda : Jack Goldstein
- 2009 : The Jazzman de Josh Koffman : un musicien au bar
- 2011 : La Fabulous Aventure de Sharpay (Sharpay's Fabulous Adventure) (vidéo) de Michael Lembeck : ingénieur du son
- 2011 : Dead Dreams de Josh Koffman : marchand de sable
- 2011 : Moon Point de Sean Cisterna : Rick
- 2014 : Shelby: The Dog Who Saved Christmas de Brian K. Roberts : oncle Stephen
- 2014 : Daisy: A Hen Into the Wild de Seong-yun Oh : Mayor
- 2015 : Look Again de Daniel O'Connor : Sebastian

### Télévision

#### Téléfilms
- 1998 : Naked City: Justice with a Bullet de Jeff Freilich : Rudy
- 2000 : Hendrix de Leon Ichaso : Chas Chandler
- 2000 : Code d'honneur (One Kill) de Christopher Menaul : Parker
- 2000 : The Thin Blue Lie de Roger Young : Danny O'Brien
- 2002 : Escape from the Newsroom de Ken Finkleman : Chris
- 2003 : The One de Ron Lagomarsino : Bill
- 2009 : Dunce Bucket : voix
- 2010 : Le Costume du Père Noël (The Santa Suit)de Robert Vaughn : un agent de sécurité
- 2011 : Un cœur à l'hameçon (Reel Love) de Brian K. Roberts : Everett Whitman
- 2013 : Bunks : Crawl

#### Séries télévisées
- 1997 : Riverdale (plusieurs épisodes) : Jimmy Snow
- 1999 : La Femme Nikita (saison 3, épisode 19 : Tous les moyens sont bons) : Reuben
- 2000 : Destins croisés (Twice in a Lifetime) (saison 1, épisode 15 : Dernières notes) : Barry Kirkbride jeune
- 2001 : Degrassi : La Nouvelle Génération (Degrassi: The Next Generation) (saison 1, épisode 6 : Roméo et Juliette) : un caissier
- 2000 - 2001 : Jett Jackson (The Famous Jett Jackson) : le député Spencer
  - (saison 3, épisode 12 : Beauregard's Beach Bash)
  - (saison 3, épisode 20 : Battle of Wilsted)
- 2001 : Leap Years : l’éclairagiste
  - (saison 1, épisode 10)
  - (saison 1, épisode 12)
  - (saison 1, épisode 13)
  - (saison 1, épisode 14)
  - (saison 1, épisode 15)
- 2002 : Patti
- 2004 : Mutant X (saison 3, épisode 10 : Le Jumeau) : un employé de l’hôtel
- 2004 - 2010 : 6teen (98 épisodes) : Jude Lizowski
- 2005 : The Tournament : Doug
- 2006 : The Shakespeare Comedy Show (segment « Richard III » de l’épisode 2) : Richmond
- 2007 : Ten Seconds (programme court) : ami
- 2007 - 2012 : L'Île des défis extrêmes (Total Drama Island) (80 épisodes) : Chris Maclean
- 2008 : Pearlie (en) : Scrag
- 2008 : Best Ed (26 épisodes) : voix additionnelles
- 2009 : Sophie (épisode 12 de la saison 2 : “The Ex Beau Incident”) : Donald
- 2009 - 2014 : The Ron James Show (10 épisodes)
- 2010 : Rookie Blue (saison 1, épisode 9 : Alerte enlèvement) : speeder
- 2010 : Scaredy Squirrel (saison, épisode : Water Damage/Life Saver ... (voice)
- 2010 - 2011 : Sidekick (7 épisodes) : Trevor
- 2011 : Tous en slip ! : voix
  - (saison, épisode : There Are No Small Parts/Keep on Monster Truckin')
  - (saison, épisode : It's My Party/One Star Hotel)
- 2011 : Flashpoint (saison 3, épisode 11 : Engrenage mortel) : John Dixon
- 2012 : Les Enquêtes de Murdoch (The Murdoch Mysteries) (saison 5, épisode 2 : La Balle Magique : Jack Leary
- 2012 : Jessica King (King) (saison 2, épisode 3 : La Famille d'abord) : Ernie
- 2012 : Défis extrêmes : Le Retour à l'île (Total Drama: Revenge of the Island) : Chris Maclean (voix)
  - (saison 4, épisode 01 : Plus dur ! Plus bête ! Plus méchant !)
  - (saison 4, épisode 03 : Un show bien glacé)
- 2013 : But I'm Chris Jericho! (10 épisodes) : Ryan Archer
- 2013 : Total Drama All Stars (13 épisodes) : Chris McLean (voix)
- 2013 : Covert Affairs (saison 4, épisode 16 : A la vie, A la mort) : Raymond Kent
- 2014 : Orphan Black (saison 2, épisode 03 : Mélange de genres) : Cashier
- 2024 : Les Enquêtes de Murdoch (Murdoch Mysteries) : Edmund Tincton (saison 18, épisode 6)

## Doublage

### Télévision
| Année        | Titre                                                                   | Personnage(s)                                        | Épisodes                                                                                           |
| ------------ | ----------------------------------------------------------------------- | ---------------------------------------------------- | -------------------------------------------------------------------------------------------------- |
| 2004-2010    | 6teen                                                                   | Jude Lisowski                                        | tous les épisodes                                                                                  |
| 2007-2008    | L'Île des défis extrêmes (Total Drama Island)                           | Louis Mercier, le présentateur (Chris McLean, en VO) | tous les épisodes                                                                                  |
| 2008-2009    | Ciné défis extrêmes (Total Drama Action)                                | Louis Mercier, le présentateur (Chris McLean, en VO) | tous les épisodes                                                                                  |
| 2008-2010    | Stoked                                                                  | Shep                                                 | dans l’épisode 4 de la saison 1 : « Une semaine au bureau » (“Take your Kook to Work Day”)         |
| 2008-2010    | Stoked                                                                  | le présentateur                                      | dans l’épisode 18 de la saison 1 : « Le vol du baleinobus » (“Grand Theft Whale Bus”)              |
| 2009         | Défis extrêmes : La tournée mondiale ! (Total Drama World Tour)         | Louis Mercier, le présentateur (Chris McLean, en VO) | tous les épisodes                                                                                  |
| 2010-2011    | Jimmy L'intrépide (Jimmy Two-Shoes)                                     | Peep                                                 | dans l’épisode 17 de la saison 2 : « Siffler est si simple » (“Everyone Can Whistle”)              |
| 2010-2011    | Jimmy L'intrépide (Jimmy Two-Shoes)                                     | Peep                                                 | dans l’épisode 23 de la saison 2 : « L’admirateur anonyme d’Héloïse » (“Heloise's Secret Admirer”) |
| 2010         | Défis extrêmes : le retour à l'île (Total Drama: Revenge of the Island) | Louis Mercier, le présentateur (Chris McLean, en VO) | tous les épisodes                                                                                  |
| 2010-présent | Super Académie (Sidekick)                                               | Trevor Troublemeyer                                  | tous les épisodes                                                                                  |
| 2010         | La Retenue (Detentionaire)                                              | Zed                                                  | dans l’épisode 3 de la saison 1 : “Skate or Die”                                                   |
| 2010         | La Retenue (Detentionaire)                                              | les skaters                                          | dans l’épisode 3 de la saison 1 : “Skate or Die”                                                   |
| 2011         | Eddy Noisette (Scaredy Squirrel)                                        | le viking                                            | dans l’épisode 8 de la saison 1 : « Les règles de Nestor » (“Life Slaver”)                         |